# Рауль Ісіордія
Рауль Ісіордія (ісп. Raúl Isiordia, нар. 22 грудня 1952, Тепік) — мексиканський футболіст, що грав на позиції півзахисника.
Виступав, зокрема, за клуб «Атлетіко Еспаньйол», а також національну збірну Мексики.

## Клубна кар'єра
Вихованець клубу «Корас» з рідного міста Тепік. У дорослому футболі дебютував 1973 року виступами за команду «Атлетіко Еспаньйол», в якій з невеликою перервою на виступи за «Халіско» грав до 1978 року і  в складі якого виграв Кубок чемпіонів КОНКАКАФ в 1975 році. Більшість часу, проведеного у складі «Атлетіко Еспаньйол», був основним гравцем команди.
Згодом з 1978 по 1983 рік грав у складі команд «Монтеррей», «Текос УАГ» та «УАНЛ Тигрес», а завершив ігрову кар'єру у команді «Депортіво Неса», за яку виступав протягом 1983—1985 років.

## Виступи за збірну
1 лютого 1977 року дебютував в офіційних іграх у складі національної збірної Мексики в товариському матчі проти Югославії (5:1), в якому він також забив свій перший гол за збірну.
У складі збірної був учасником чемпіонату світу 1978 року в Аргентині, на якому зіграв лише в першому матчі проти Тунісу (1:3), тоді як його команда програла усі три гри і не вийшла з групи.
Загалом протягом кар'єри у національній команді, яка тривала 3 роки, провів у її формі 12 матчів, забивши 4 голи.

## Титули і досягнення
- Переможець Чемпіонату націй КОНКАКАФ: 1977